# Kabah (banda)
Kabah es un grupo mexicano de música pop. Fue fundado en el año 1992 por El Apio, Daniela Magún, Sergio O'Farril, Federica Quijano y René Ortiz. La banda se separó en el año 2005 y regresó a la escena musical en el año 2014. A partir del año 2017, la agrupación se integró con cinco de sus seis, mientras que María José continuó su carrera como solista.
En el año 1994, lanzaron al mercado su álbum debut homónimo, junto con el lanzamiento de su sencillo debut «Al pasar». Hasta la actualidad han lanzando siete discos de estudio: Kabah (1994), La calle de las sirenas (1996), Esperanto (1998), XNE (2000), La vida que va (2002), La vuelta al mundo (2003) y el El Pop (2005). 
La agrupación ha colaborado con artistas como Alejandra Guzmán, Gloria Trevi, Lupe Esparza, Ha*Ash, OV7, Sentidos Opuestos, Moenia, Mercurio, Magneto, entre otros.

## Biografía

### Inicios
La historia de Kabah comenzó el 3 de junio del año 1992, a iniciativa de su integrante Federica Quijano. En esa reunión se encontraban ElApio Quijano (hermano de Federica), Karyme Lozano, René Ortiz, Daniela Magún y Luigi Balestra (futuro integrante de Tierra Cero). Mucho antes de hacer su debut, Luigi y Karyme decidieron salir de la banda, Karyme debido a que se quería enfocar más en la carrera de actuación y Luigi salió debido a que le propusieron ser solista, y es así como se incorpora al grupo: María José Loyola (vecina de Federica), Sergio Ortiz O'Farrill (primo de Federica) y El Apio; Sergio ya había tenido apariciones, desde muy temprana edad, en algunos videos musicales, como el videoclip de Arianna «Háblame de ti». Después de algunos meses de preparación hicieron contacto con Luis de Llano, quien después de conocer el concepto les ofreció ser su mánager, gestionando el primer contrato del grupo con una disquera.
El nombre del grupo terminó llamándose "Kabah" (nombre de origen maya que tiene varios significados, como “lugar de máscaras”, “camino de dioses” y “mano del topo”).

### 1994-1997: Álbum debut homónimo yLa calle de las sirenas
En el año 1994, lanzaron al mercado su álbum debut homónimo, producido por Guillermo Méndez Guiú, y cuyo primer sencillo «Al pasar» se colocó en el número uno del Top 10 nacional, luego lanzaron como segundo sencillo «Encontré el amor», canción con la que concursaron y ganaron el festival valores juveniles en 1994, en la categoría de grupo coreográfico vocal y que también logró el top 10 nacional por varias semanas. Luego, lanzaron los sencillos «Lero Lero» y «Somos tan diferentes».
En junio de 1996 estrenaron el sencillo «Fuego de gloria» (tema de Televisa para las Olimpiadas).
Para octubre de ese año, el grupo lanzó al mercado un segundo disco titulado La calle de las sirenas, producido por Marco Flores. El álbum vendió más de 1 millón 300 mil copias en la República Mexicana. El sencillo principal «La calle de las sirenas» se mantuvo por más de cuatro semanas en el número uno en México; apareciendo también en el Top 10 en Japón. En dicho país, el grupo Pistachio grabó la canción en japonés. Se lanzó como segundo sencillo «Vive», el cual logró tomar nuevamente los primeros lugares en las listas de sencillos en México. Los siguientes sencillos fueron «Estaré» y «Juntos». Más adelante se hizo una reedición para incluir el tema «Amor de estudiante» (tema de la serie Mi generación de Televisa).

### 1998-2001:EsperantoyXNE
En el año 1998, se lanzó su tercer álbum de estudio titulado Esperanto, producido por Marco Flores, logrando ventas superiores a las 500 mil copias y con el cual realizaron un tour de más de 150 conciertos en México, Centroamérica, los Estados Unidos, Colombia, Venezuela, Brasil, Argentina y Uruguay. Para la promoción del álbum se estrenaron los temas: «Esperanto», «Mai mai», «Una ilusión», «Me has roto el corazón» y «Violento tu amor». 
En el año 2000, se realizó el lanzamiento de XNE, producido por Áureo Baqueiro, disco con un profundo sentimiento espiritual y lleno de letras introspectivas. El primer sencillo del material fue «Antro», una canción muy pegajosa para bailar y se mantuvo dentro de los primeros lugares durante semanas en la radio nacional de México. Posteriormente se estrenó el segundo sencillo «Historia de una noche» y el tercer sencillo «Te necesito», que mantenía la continuidad con sus trabajos anteriores al ser un pop más sencillo y escrito especialmente para sus mascotas.
A principios de 2001, XNE fue reeditado con «Amigas y rivales» (tema principal de la telenovela de Televisa del mismo nombre) en él, convirtiéndose en el álbum’s cuarto sencillo del álbum y el primer sencillo de su banda sonora del mismo nombre. En mayo de ese año, se presentaron por primera vez en el Auditorio Nacional de México. En octubre de ese año, lanzaron el álbum recopilatorio Sólo Para Fanáticos, exclusivo de la Estadas Unidos, y «Amigas y rivales» fue incluida como nueva canción allí, a pesar de haber sido lanzado previamente para XNE, esto se debe principalmente a que la reedición se lanzó exclusivamente para México.

### 2002-2005:La vida que va,La vuelta al mundo, El Pop ha muerto viva el pop y separación.
En el año 2002, cambiaron de compañía discográfica a Warner Music y lanzaron el quinta álbum La vida que va, el cual fue grabado en Noruega con la producción de Ole Evinrude, reconocido por sus trabajos con A*Teens y Ace of Base. De ese disco salió como primer sencillo «La vida que va», seguido de «Casi al final» y «Esta noche». También es su primer álbum para Warner Music.
En el año 2003, el grupo regresó con el material La vuelta al mundo, su sexto album y es su segundo y final con Warner Music. promocionado por su primer sencillo «Por ti», seguido de «Fue lo que será» y «Florecitas». Adicionalmente, estrenaron el tema «Big Brother El Complot», con la que repetían en ser los intérpretes de la canción principal del reality show del mismo nombre. Esta canción sonó fuerte en las emisoras del país y el extranjero. La canción también se incluyó en el disco del programa. 
Tras algunos rumores de desintegración, regresaron con una nueva producción recopilatoria de sus antiguas canciones titulada El Pop ha muerto viva el pop. Es hasta la fecha, su último álbum, y fue lanzado en 2005 por Ariola (BMG), y es su único álbum con ese sello antes de su ruptura formal. En el álbum participaron diferentes artistas, entre ellos; los cantantes mexicanos Alejandra Guzmán, con el tema «Al pasar», Gloria Trevi con «Vive», Lupe Esparza en «Mai Mai», además del dúo estadounidense Ha*Ash con la canción «Estaré». El segundo sencillo, fue  «La calle de las sirenas». La banda finalmente estrenó como sencillo «El mejor de los finales» con el cual se despidieron después de 13 años de carrera musical.

### 2014-2017: Reencuentro, OV7 Kabah Tour yEn Vivo
En octubre del año 2014, el grupo tuvo un reencuentro teniendo una participación especial durante la presentación de OV7 en la Arena Ciudad de México, en el marco de la gira 25 años a tu lado. Esta participación especial dio pie a que el 23 de octubre del mismo año, anunciaron su reencuentro y una gira en conjunto con el grupo OV7 para el año 2015. La noticia de la gira Ov7 Kabah Tour obtuvo una amplia cobertura por la prensa de espectáculos con fotos de los ensayos, entrevistas, y demás; a finales de enero del año 2015, se hizo el anuncio para la primera fecha de estos conciertos en el Auditorio Nacional en la Ciudad de México, para el 30 de abril logrando un lleno total en menos de 72 horas; posteriormente anunciaron fechas para Guadalajara, Jalisco (8 de mayo de 2015, Auditorio Telmex), y Monterrey, Nuevo León (9 de mayo de 2015, Auditorio Banamex). 
Kabah y OV7 se presentaron en vivo en la gala de los Premios TvyNovelas 2015, interpretando «Antro». En agosto anunciaron su décimo Auditorio Nacional el 30 de septiembre, así como lanzamiento del CD/DVD de la gira, titulado En vivo. La Gira Ov7 Kabah Tour terminó el 28 de enero de 2017 en México. 

### 2017-presente: Únete a la fiesta y 90s Pop Tour
A partir del año, 2017 con cinco de sus seis integrantes participaron en la gira noventera Únete A La Fiesta, a lado de los grupos Sentidos Opuestos, Moenia, Mercurio y Magneto. Para festejar su 25 Aniversario, Kabah lanzó el sencillo inédito «Por siempre». Su integrante María José, no formó parte de la gira más reciente, sin embargo, sí participó en el sencillo de aniversario.
En febrero del año 2019, se unieron a la gira 90s Pop Tour junto a sus compañeros de OV7, JNS, Magneto, Calo Mercurio y The Sacados.
En noviembre de 2022, el grupo, mediante un comunicado, rechazaron participar en la inauguración de Catar 2022, argumentando la solidaridad con la comunidad LGBT.

## Giras musicales
- 2015-2017: Ov7 Kabah Tour
- 2017-2018: Únete a la Fiesta
- 2019: 90's Pop Tour

## Discografía
Álbumes de estudio
- 1994: Kabah
- 1996: La calle de las sirenas
- 1998: Esperanto
- 2000: XNE
- 2002: La vida que va
- 2003: La vuelta al mundo
- 2005: El Pop

#### Álbumes en vivo
- 2015: En Vivo (OV7/Kabah)
- 2017: Únete a la Fiesta
- 2022: 90's Pop Tour 4

## Bandas sonoras
- Mi generación - Mi generación.
- Mi generación - Amor de estudiante.
- Magos y Gigantes - Siempre.
- Las hijas de la madre tierra - Hijas de la madre tierra.
- Amigas y rivales - Amigas y rivales.[29]
- El Juego de la Vida La vida que va (solo para EE. UU).
- Big Brother México 1 - Big Brother[30]
- Big Brother México 2 - Big Brother “El Complot”.[30]
- Big Brother VIP - Adicción.[30]
- El libro de la selva 2 - Quiero ser como tú.[31]